# Emma Weyant
Emma Weyant, född 24 december 2001, är en amerikansk simmare.

## Karriär
Vid de olympiska sommarspelen 2020 tog Weyant silver på 400 meter medley. Vid världsmästerskapen i simport 2022 tog hon brons på samma distans.